# 格奥尔格·威廉·弗里德里希·黑格尔
格奧爾格·威廉·弗里德里希·黑格尔（德語：Georg Wilhelm Friedrich Hegel，常缩写为，1770年8月27日—1831年11月14日），德國哲學家，其時代晚於康德，是德国19世紀唯心论哲學的代表人物之一。黑格爾出生于今天德国西南部巴登-符腾堡首府斯图加特；卒於柏林，去世时是柏林大學（今日的柏林洪堡大學）的校長。
一般认为，黑格尔的思想，标志着19世纪德国唯心主义哲学运动的顶峰，对后世哲学流派，如存在主义、马克思的历史唯物主义、法西斯主义以及历史虚无主义都产生了深远的影响。黑格尔在后世争议很大，一派认为黑格尔的思想为自由主义开辟了一条新的出路，而另一派认为黑格尔的国家主义、民族主义为法西斯主义提供思想基础。

## 生平
1788年，18岁的黑格爾进入杜賓根大學（位於德國巴登-符腾堡邦）的新教神学院学习，在那里，他与史诗诗人荷尔德林、客观唯心论者謝林成为同窗摯友，同时，为斯宾诺莎、康德、卢梭等人的著作和法国大革命深深吸引。在深入观察了法国大革命的整个演进过程后，三人合作致力于批判康德及其后继者费希特的唯心主义哲学。只花兩年，也就是1790年，黑格爾就拿到杜賓根大學的哲學碩士學位（德國在西元2000年之前的傳統學制沒有學士學位）。1793年，拿到新教神學博士學位，取得在大學神學院任教的資格。
1793年離開杜賓根之後，黑格爾首先來到瑞士伯尔尼，在將軍卡尔·弗里德里希·冯·施泰格的家裡當家庭教師兩年。施泰格是個自由主義者，家中藏書豐富。黑格爾此時期大量閱讀施泰格的藏書，尤其是孟德斯鳩、格老秀斯、霍布斯、休謨、萊布尼茲、洛克、馬基維利、盧梭、沙夫茨伯里、斯賓諾莎、修昔底德、伏爾泰等人的著作。這段時期是黑格爾養成他在哲學、社會科學、政治、經濟方面廣博知識的基礎。
1795年，黑格爾與施泰格的家教契約結束，荷尔德林介紹他到法蘭克福的葡萄酒大盤商约翰·诺厄·戈格尔家裡當家教。在這裡黑格爾繼續對經濟和政治的研究，
1799年，黑格爾的父親過世，留下一小筆遺產，讓他得以無經濟憂慮地重拾學術之路。
1801年他來到耶拿大學哲學系，首先以一篇自然哲学论文《論行星轨道》（De orbitis planetarum）迅速取得哲學博士與講師資格，这篇文章用辩证法批判了牛顿的自然观，然後在同年冬季學期講授他的第一堂課：邏輯與形上學。
1805年，在歌德與席勒的推薦之下，黑格爾成為耶拿大學的正式教授。
1806年10月，耶拿大學任教時期，黑格尔完成了第一部著作《精神现象学》的初稿。不過旋即拿破崙軍隊攻佔了耶拿城，黑格爾被迫離開，來到班堡。因此《精神现象学》的出版是在1807年，他擔任班堡日報編輯的短暫時期。
1808年起，黑格爾歷任紐倫堡新教文理中學的校長（1808-1816）、海德堡大學哲學系教授（1816-1818），最後於1818年應聘到當時的普魯士首都大學－－柏林大學哲學系（今日的「柏林洪堡大學」），接任费希特的教席。
1829年成為柏林大學校長。
1831年因霍亂，卒於柏林大學校長任內。

## 思想
哲學上，黑格尔極為讚賞並且效法康德，他认为康德的“道德律令”是一种不同于消极自由，或习惯自由的，真正自由的体现，但他也批评康德自在之物的观念，该概念会推出人永远无法认识客观事物的结论。黑格尔哲學的重要性超越康德之後的學術論戰，他概述那個時代的創傷與幸福，並且宣告新世界的誕生不僅展現在哲學上，也展現在國際政治上。既然「世界精神」即將進入新時代，哲學也將達成它最後的目標；對包羅萬象的歷史與人性產生完全的理解。
一般認為，黑格尔為哲學領域增添了新向度，即哲學的歷史向度。不可否認，哲學家原本就會提及並褒貶他們之前的哲學家；然而，真正的哲學史觀念——不只是哲學觀念，還包括人類理智體系地演進的觀念——卻是個嶄新且令人興奮的觀念。黑格尔哲學是一種自覺的嘗試，企圖超越過去兩千五百年來界定人類思想的各種優異思想與哲學論戰。黑格尔堅持，必須在「世界精神」的大脈絡下觀察這些歷史上的思想與衝突，如此將會發現這些衝突只是局部的混戰與不合，而非決定性的對立。世俗主義與一神論、科學與精神、理性與熱情、個人與共同體——這些概念各有恰如其分的位置，雖然都是有用的概念，但是在涵蓋所有人類經驗與知識的歷史「辯證法」中，卻往往彼此衝突。
1807年，黑格尔出版第一部作品《精神現象學》（Phänomenologie des Geistes）。《精神現象學》是一段偉大的概念旅程，帶領我們從最基本的人類意識概念，走向最包羅萬象而複雜的人類意識概念。它的目的在於獲致真理——「絕對」真理——但「絕對」並不代表「最終與完成」，而「真理」也不代表「事實」。黑格尔追尋的哲學真理是無所不包的觀點，而「絕對」這個驕傲的用語其實是宏觀哲學下的一種謙卑態度：意識到我們都是宏觀脈絡下的一小部分。個人對知識與真理的貢獻絕對不是決定性的，相反地，總是局部、「間接」且片面的。
《精神現象學》的核心關切是精神——將所有人類與自然囊括在內的宇宙靈魂觀念——的本質。《精神現象學》的結論在於無所不包的精神，在這個精神中，並非所有的不合都已化解，所有的爭端都已解決，所有的問題都已回應；而是無論不合有多嚴重，爭端有多激烈，問題有多難回答，全都結合在這個精神中。可以说黑格尔从理論上统一了世界。
黑格爾在世时出版的作品还有《哲学全书》、《逻辑学》和《法哲学原理》。其他有关历史哲学、宗教哲学、美学和哲学史的著作，则是在他去世后，根据他当年演讲时学生所做的笔记汇编而成。
黑格尔建立了一个庞大的体系来理解哲学的历史和我们身处的世界本身.黑格尔將这个世界看成是“一个历史的行进，其中每一个相续的运动都是为解决前一运动中的矛盾而出现的。”例如，他认为，法国大革命是人类有史以来第一次在西方社会中引入真正的自由。但正因为是绝对的初次，它也是绝对的激进的：在革命消灭了它的对立面后，革命所唤起的暴力高潮无法自我平抑，结局是无路可去的革命最终自食惡果——得之不易的自由自毁于残暴的恐怖统治。然而，历史总是在对过失的自我学习中前行的：正是这种经验，也只能在有了这样的经验之后，一个由自由公民组成的既能行使理性政府的职责，又能实现自由、平等的革命理想的宪政政府才有可能得以出现。
在《历史哲学》的前言中，黑格尔阐述：“哲学表明，意识是存在于它无限多个概念之上的，也就是说，意识是存在于自由的、无限多的形态之中，而对立的抽象内省的形态只是它的一种反映。意识是自由的、独立存在的、有个性的，仅仅属于精神。”
所以作为单独概念的“意识”，由两部分组成，两者都各有无限多个“形态”，一部分是原则性的，另一部分是对每个历史事件的具体反映，所以他又说：“通常意义上的意识存在两个方面，一方面是对事物总体的概念，另一方面是对事物具体反应的抽象概念。”
他同时说：“每个人的自我意识不同，对事物的反应也不同，和原则性的意识有所偏移，但是对于一个正常的人来说，这种偏移是有限度的，这种限度取决于他的正常状态，取决于他对上帝的尊敬程度。要了解这种概念的程度，属于形而上学的范畴。”
所以，虽然黑格尔的语言很难懂，但他阐述了：形而上学必须要研究每一个事件中的命题和反命题如何联系的机制，因此必须要比较每一个历史事件中的例子和它们的原型，了解它们之间的共同点和不同的地方。
黑格尔对人类社会抱有一种有组织性和目的论的观念，他的著作语言丰富而难懂，对于现代读者来说非常令人迷惑。
黑格尔在《哲学笔记》中提到:“理性何等强大，就何等狡猾。理性的狡猾总是在于它的起中介作用的活动，这种活动让对象按照它们本身的性质互相影响、互相作用，它自己并不直接参与这个过程，而只是实现自己的目的。”黑格尔認為，人的理性可以作用于其他事物的运动，可以使其他事物之间产生联系，相互影响。

## 對後人的影響
黑格尔的学说在后代很长时间内一直引起争论，他对思想界有广泛的影响，几乎任何学派都对他的学说给予肯定或提出批判。
历史学家将受到黑格尔影響的人分为两个敵對阵营，黑格爾右派和左派。黑格尔右派的代表是他在柏林洪堡大學時期的學生們，他们拥护福音正统的宗教观念，拥护后拿破伦时代的政治保守主义。
黑格尔左派，有时也被称为“青年黑格尔派”，他们继承黑格尔学说中的革命成分，在宗教方面主张无神论，在政治领域主张自由民主，其中包括路德維希·安德列斯·費爾巴哈和年轻时代的马克思和恩格斯。在1830年代和1840年代，这些年轻的黑格尔信徒经常在柏林希贝尔酒吧聚会、争论，这里的氛围造就了对以后150年有很大影响的思想家们，形成了无神论、人文主义、共产主义、无政府主义、和利己主义的基本观念。
但是几乎没有一位黑格尔左派宣称自己是黑格尔的追随者，有几位还公开批评黑格尔的哲学，但是这种历史上的区分法仍然在现代学院哲学中使用，黑格尔左派对黑格尔的批评导致一个全新的领域—关于黑格尔和黑格尔理论的文学作品。
当代对在校学生来说，为了方便将黑格尔的辩证法分为三个阶段，“正题”（例如在法国历史上的大革命）、“反题”（大革命随后的恐怖阶段）和“合题”（自由公民的宪法保障状态）。这种分法并不是黑格尔自己提出的，最早见于费希特的对个人和全体之间联系的一个模拟描述。黑格尔学者们并没有意识到这种三段论法会掩盖黑格尔理论的真实论点，虽然黑格尔曾经说过：「要考虑到两个基本元素：第一，自由的意志是绝对的和最终的目的；第二，实现的方法，也就是说知识和意识的主观方面，包括生命、运动和活动。」（正题和反题），但他没有使用「合题」这个术语，而是用「整体」。「这样我们就了解了整体道德和实现自由的状态，以及其后这两种元素的主观整合。」
黑格尔运用这种辩证法体系解释哲学、科学、艺术、政治和宗教的历史，但是现代评论家指出黑格尔经常修饰历史的真实以适应他的辩证法模式。卡尔·波普爾在他的《开放社会及其敌人》中指出，黑格尔体系文饰了威廉三世的统治，他认为1830年代的普鲁士是理想的社会。赫伯特·马尔库塞在他的《理性和革命：黑格尔和社会理论的崛起》中批判了黑格尔作为一个国家权力的辩护士，为20世纪极权主义的兴起开辟了道路。实际上黑格尔并没有为这些权力形式辩护，只是认为存在的都是合理的，因为这些权力存在，所以也是合理的。亚瑟·叔本华藐视黑格尔对历史的解释，认为他的著作是蒙昧主义的，是「伪哲学」，许多英国的哲学家都遵从这种看法。
黑格尔的自然哲学是其哲学体系中遭到批判最多的地方。虽不乏可取之处，但不能否认的是他的多处自然哲学论述与自然科学中已发现的事实是相违背的，这或多或少影响了其哲学体系的瓦解。不仅他的哲学体系在科学界名誉扫地，许多科学家对形而上学的厌恶态度也与之相关。德国领袖数学家菲利克斯·克莱因指出，流行一时的新人文主义和黑格尔哲学抑制了柏林的科学生活。直到19世纪20世纪初，通过洪堡（指威廉·冯·洪堡和亚历山大·冯·洪堡两兄弟）的努力，自由的科学生活才开始兴起。
20世纪黑格尔的哲学开始复兴，主要是因为几个原因，一是发现黑格尔的哲学是马克思主义哲学的源头，还因为黑格尔的历史观开始复活，再有黑格尔辩证法的重要性得到广泛的认同，将黑格尔的理论重新带到马克思经典中的最重要的著作是喬治·盧卡奇的《歷史與階級意識》，掀起一股重新了解评价黑格尔的著作热，黑格尔的复兴也引起对黑格尔早期著作的兴趣。现代美国的哲学家也明显受到黑格尔的影响。

## 紀念處所

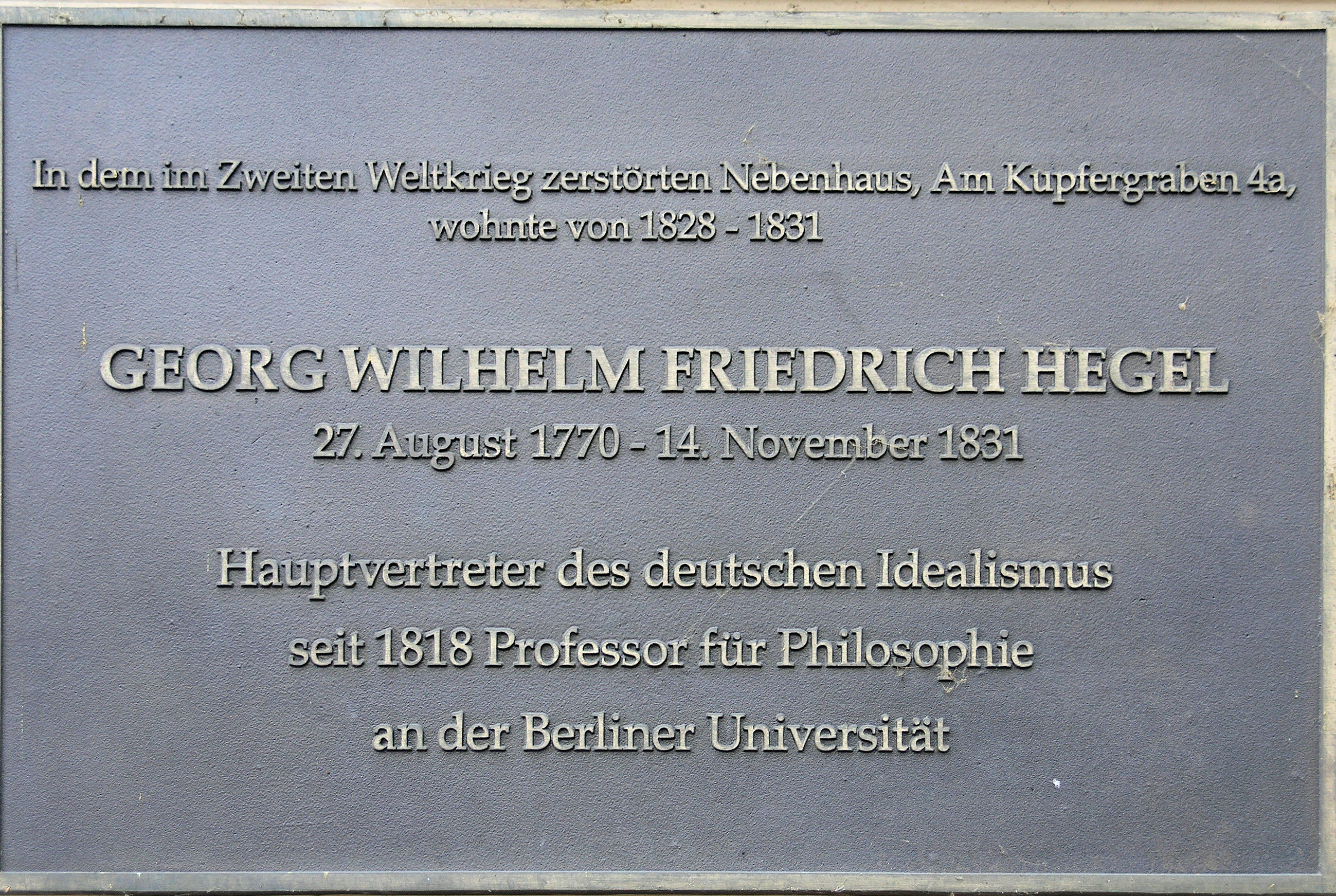
Am Kupfergraben 5號屋（德國·柏林）前的黑格爾紀念碑

黑格爾生前在柏林時期，居住於Am Kupfergraben 4a的老房子裡，就在柏林大學主建築後面的河邊（地圖 （页面存档备份，存于））。該屋於二戰後被拆除，原址蓋起了新房子，而且只有4號，不再有4a號。5號房子外面有一面紀念碑，寫著黑格爾曾於此居住、於柏林大學任教的事蹟；也因此經常被誤會黑格爾是居住於5號房子，其實是已不存在的4a號。附帶一提：5號房子的某層是德國前任總理安格拉·默克爾的私人住宅，所以樓下總是有警察站崗；這排房子正對面，於1910年開始興建了佩加蒙博物館，是一棟以收藏特洛伊神殿、巴比倫城門真品而舉世聞名的博物館。
黑格爾葬於柏林的多榮帖恩小鎮墓園，位於今日柏林市中央區的地鐵U6線上，Naturkundemuseum和Oranienburger Tor兩站之間（地圖 （页面存档备份，存于）），是遊客容易參訪的紀念處所。

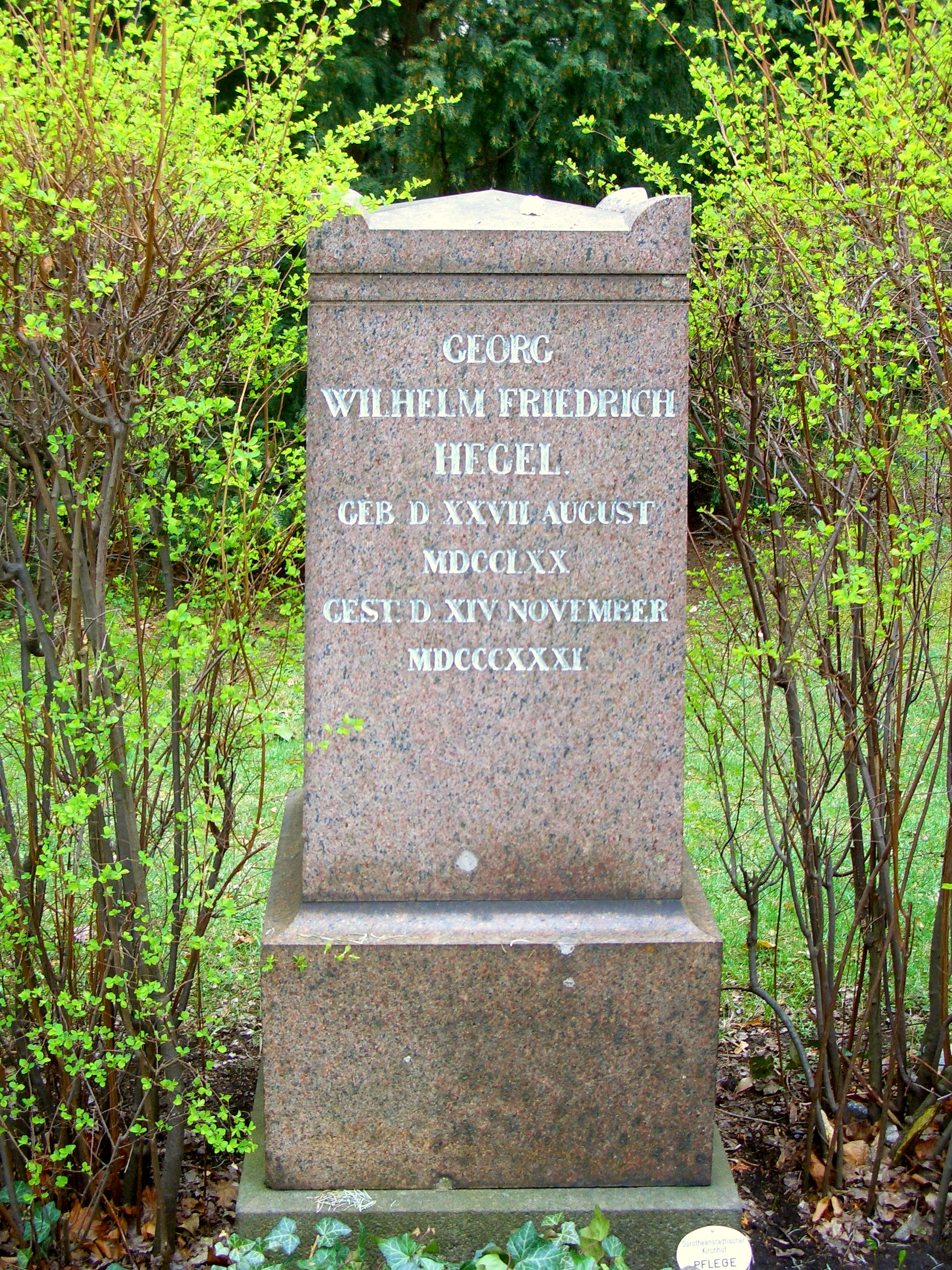
黑格爾的墓碑，位於多榮帖恩小鎮墓園，今日柏林市的中央區

## 著作

### 版本
- Werke in zwanzig Bänden, Frankfurt a.M., Suhrkamp 1971：常用的版本，實惠、便捷、可靠
- Gesammelte Werke, Hamburg, Felix Meiner Verlag 1968–：全集校勘版
- Vorlesungen: Ausgewählte Nachschriften und Manuskripte，Hamburg: Felix Meiner Verlag 1983–

### 中譯本
- 《黑格尔著作集》，人民出版社，據Suhrkamp二十卷本翻譯
- 《黑格尔全集》，商務印書館，據Felix Meiner校勘版翻譯

### 主要作品
- 《精神现象学》（或譯《精神哲学》，Phänomenologie des Geistes，1806）
- 《大邏輯》（Wissenschaft der Logik，1812-1816；最終修訂版，1831）
- 《哲学全书》（Enzyklopaedie der philosophischen Wissenschaften，1817-1830）
  - 分三个主要部分：《小逻辑》、《自然哲学》、《精神哲学》
- 《法哲学原理》（Grundlinien der Philosophie des Rechts，1819）
- 《美学讲演录》（Vortesungenueber die Aesthetik，1835）
- 《历史哲学讲演录》（Vorlesungen über die Philosophie der Weltgeschichte，1837）
- 《哲学史讲演录》（Vorlesungen über die Geschichte der Philosophie，1837）
- 《宗教哲学讲演录》（Vorlesungen über die Philosophie der Religion，1832）

## 評論文章
- 'Die Positivität der christlichen Religion'（1795/96）
- 'Das älteste Systemprogramm des deutschen Idealismus'（1796/97, fragm.）
- 'Der Geist des Christentums und sein Schicksal'（1799/1800）
- 'Die Verfassung Deutschlands'（1800–02）
- 'Mancherlei Formen die beim jetzigen Philosophieren vorkommen' (1801)
- 'Die Differenz des Fichteschen und Schellingschen Systems der Philosophie' (1801)
- 'Über das Wesen der philosophischen Kritik' (1802)
- 'Wie der gemeine Menschenverstand die Philosophie nehme' (1802)
- 'Verhältnis des Skeptizismus zur Philosophie' (1802)
- 'Glauben und Wissen oder Reflexionsphilosophie der Subjektivität in der Vollständigkeit ihrer Formen als Kantische, Jacobische und * Fichtesche Philosophie' (1803)
- 'Über die wissenschaftlichen Behandlungsarten des Naturrechts' (1803)
- 'Wer denkt abstrakt?'（1807）
- 'Friedrich Heinrich Jacobis Werke' (1817)
- 'Verhandlungen in der Versammlung der Landstände des Königreichs Württemberg im Jahr 1815 und 1816' (1817)
- 'Solgers nachgelassene Schriften und Briefwechsel' (1828)
- 'Hamanns Schriften' (1828)
- 'Über Grundlage, Gliederung und Zeitenfolge der Weltgeschichte. Von J. Görres' (1830)
- 'Über die englische Reformbill' (1831)

## 註腳
1. ↑  . 柏林洪堡大學網站.
2. ↑  以赛亚·柏林. .
3. ↑  伯特兰·罗素. . 历史发展的本源是民族精神。在每个时代，都有某一个民族受托负担起引导世界通过它已到达的辩证法阶段的使命。当然，在现代这个民族就是德意志。
4. ↑  黑格尔. . 北京: 商务印书馆.
5. ↑  當時德國尚無普遍的中學，更無小學。中學是少數貴族才能上的，作為進大學的先修班。
6. ↑  地址：Friedrichstr. 94, 10117 Berlin。二戰中被炸毀，現在是新建的辦公大樓、聯合診所、與商店。
7. 1 2 3  赵敦华. . . 张凤珠 (责任编辑) 第1版. 北京大学出版社. 2001年. ISBN 7-301-04510-7 （中文（中国大陆））.
8. 1 2  菲利克斯·克莱因. .  [数学在19世纪的发展]. 数学翻译丛书 第1卷. 齐民友 (翻译) 中译本第1版. 高等教育出版社. 2010年3月: 187. ISBN 9787040288865 （中文（中国大陆））.
9. ↑  . 柏林洪堡大學網站.   [2013-08-16]. （原始内容存档于2013-03-10）.
10. ↑  . Berlin.de Das offizielle Hauptstadtportal.   [2013-08-16]. （原始内容存档于2015-09-08）.

## 研究書目
- 蔡美麗：《黑格爾》（桂林：廣西師範大學出版社，2004）。

### 在线的黑格尔著作
- THE PHILOSOPHY OF HISTORY （页面存档备份，存于）